# Строєшть (Ясси)
Строєшть, Строєшті (рум. Stroești) — село у повіті Ясси в Румунії. Входить до складу комуни Тодірешть.
Село розташоване на відстані 326 км на північ від Бухареста, 56 км на захід від Ясс.

## Населення
За даними перепису населення 2002 року у селі проживали 486 осіб, усі — румуни. Усі жителі села рідною мовою назвали румунську.